# Кукольный дом (фильм Патрика Гарлэнда)
«Кукольный дом» (англ. A Doll's House) — художественный фильм режиссёра Патрика Гарлэнда, вышедший в 1973 году. Фильм снят по одноимённой пьесе Генрика Ибсена.

## В ролях
- Клер Блум — Нора Хельмер
- Энтони Хопкинс — Торвальд Хельмер
- Ральф Ричардсон — Ранк, доктор
- Денхолм Эллиотт — Нильс Крогстад
- Анна Мэсси — Кристин Линд
- Эдит Эванс — Энн Мэри

## Съёмочная группа
- Сценарий: Кристофер Хэмптон, по пьесе Генрика Ибсена
- Режиссёр: Патрик Гарленд
- Оператор: Артур Иббетсон
- Продюсеры: Хиллард Элкинс
- Композитор: Джон Барри
- Художник: Эллиот Скотт
- Художник по костюмам: Беатрис Доусон
- Монтаж: Джон Глен

## Награды и номинации
| Премия                                                              | Категория                         | Лауреаты и номинанты | Результаты |
| ------------------------------------------------------------------- | --------------------------------- | -------------------- | ---------- |
| Премия Британской Академии Кино и Телевидения BAFTA Awards, UK-1974 | Лучшая мужская роль второго плана | Денхолм Эллиотт      | Номинация  |
| Премия Британской Академии Кино и Телевидения BAFTA Awards, UK-1974 | Лучший дизайн костюмов            | Беатрис Доусон       | Номинация  |